# Подвежбе (Люблінське воєводство)
Подвежбе (пол. Podwierzbie) — село в Польщі, у гміні Рики Рицького повіту Люблінського воєводства.
Населення — 335 осіб (2011).
У 1975-1998 роках село належало до Люблінського воєводства.

## Демографія
Демографічна структура станом на 31 березня 2011 року:
|          | Загалом | Допрацездатний вік | Працездатний вік | Постпрацездатний вік |
| -------- | ------- | ------------------ | ---------------- | -------------------- |
| Чоловіки | 178     | 37                 | 124              | 17                   |
| Жінки    | 157     | 38                 | 83               | 36                   |
| Разом    | 335     | 75                 | 207              | 53                   |